# 雷在夏
雷在夏（?—?），陝西省同州府朝邑縣人，清朝政治人物、同進士出身。
光緒九年（1883年），参加癸未科殿試，登進士三甲3名。同年五月，改翰林院庶吉士。光緒十二年四月，散館，授翰林院檢討。